# Final del Torneo Apertura 2010 (Colombia)
La final del Torneo Apertura 2010 de la Categoría Primera A del fútbol profesional colombiano fue una serie de partidos de fútbol que se jugaron los días 26 de mayo y 2 de junio de 2010 para definir al primer campeón del año del fútbol en Colombia. La disputaron los ganadores de la fase semifinal: La Equidad y el Junior de Barranquilla. El ganador del torneo fue el Junior, que se consagró campeón por un marcador global de 3:2.

## Antecedentes

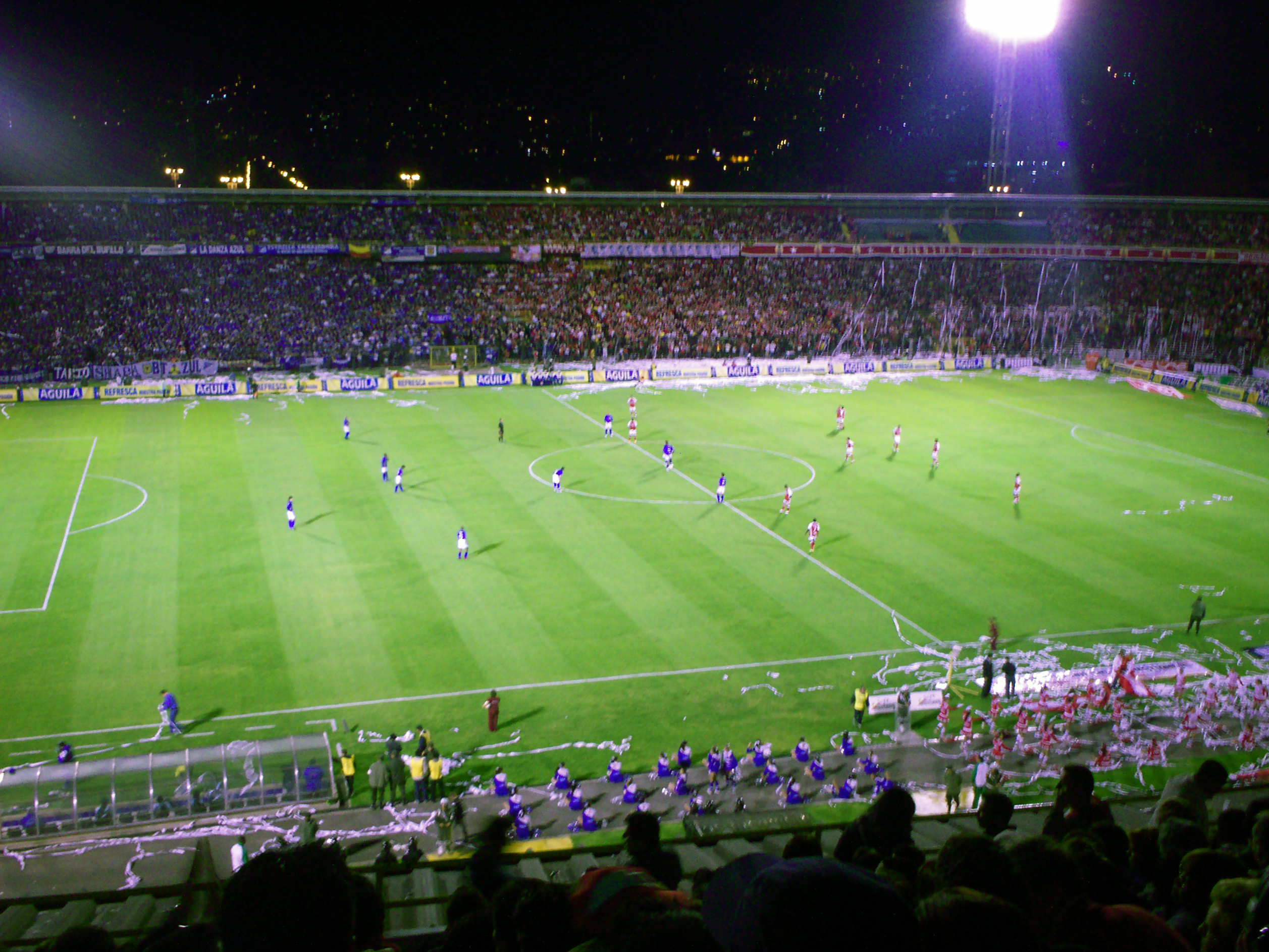
Estadio Nemesio Camacho El Campín, sede del partido de ida.

El equipo asegurador no ha sido ninguna vez campeón de la Categoría Primera A. Esta es la segunda final en torneos cortos para La Equidad, puesto que en el Torneo Finalización 2007 cuando enfrentó al Atlético Nacional logrando el subcampeonato de la mano del actual técnico Alexis García. Es el sexto año consecutivo en que un equipo que jugó en la Categoría Primera B, disputa una final en la A: 2005 (Real Cartagena; 2006 (Deportivo Pasto y Cúcuta Deportivo); 2007 (Atlético Huila y Equidad); 2008 (Boyacá Chicó), 2009 (Atlético Huila) y en 2010 (Equidad).
Para el Junior de Barranquilla esta es su cuarta final desde el establecimiento de los torneos cortos en la Primera A en el año 2002. La primera de ellas fue en el Torneo Apertura 2003, la segunda fue en el Finalización 2004, cuando se impusieron por tiros desde el punto penal sobre el Atlético Nacional en la ciudad de Medellín, logrando así su quinto título colombiano. La tercera fue hace un año, exactamente en el Torneo Apertura 2009 cuando el Once Caldas le arrebató el título al ganarle por marcador global 5-2.

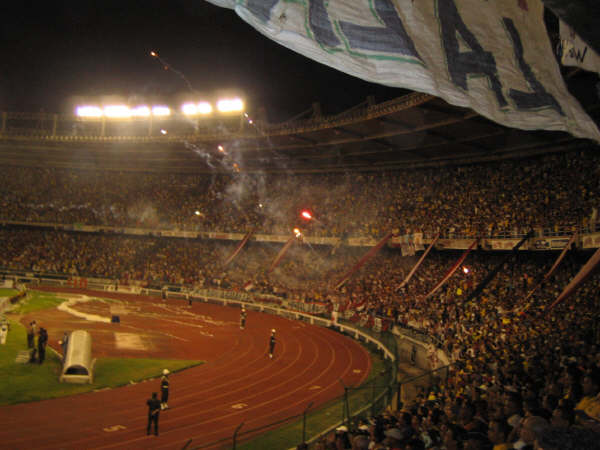
Estadio Metropolitano, sede del partido de vuelta.

## Estadísticas previas
Total de partidos jugados en el 2010 por ambos equipos:
| Equipo     | Pts | PJ | G  | E | P | GF | GC | Dif |
| ---------- | --- | -- | -- | - | - | -- | -- | --- |
| Junior     | 35  | 20 | 10 | 5 | 5 | 31 | 19 | 12  |
| La Equidad | 33  | 20 | 9  | 6 | 5 | 32 | 28 | 4   |

 Pts=Puntos; PJ=Partidos jugados; G=Partidos ganados; E=Partidos empatados; P=Partidos perdidos; GF=Goles a favor; GC=Goles en contra; Dif=Diferencia de gol

## Llave
| Bandera del Departamento del Atlántico | vs. |                |
| -------------------------------------- | --- | -------------- |
| Junior 0 3                             | vs. | La Equidad 1 2 |

## Partido de ida
| 22    | POR   | Nelson Ramos     |     |
| 2     | DEF   | Edwin Rivas      |     |
| 13    | DEF   | John Alex Cano   | 79' |
| 18    | DEF   | Jhon Viáfara     |     |
| 28    | DEF   | Marco Canchila   |     |
| 5     | MED   | Dager Palacios   |     |
| 8     | MED   | Dahwling Leudo   |     |
| 11    | MED   | Sherman Cardenas |     |
| 10    | MED   | Renzo Sheput     | 88' |
| 17    | MED   | Leonardo Castro  | 59' |
| 9     | DEL   | Carlos Rentería  |     |
| D. T. | D. T. | Alexis García    |     |

| 31    | POR   | Carlos Rodríguez    |     |
| 5     | DEF   | John Valencia       |     |
| 15    | DEF   | César Fawcett       |     |
| 14    | DEF   | Hayder Palacio      |     |
| 2     | DEF   | Román Torres        |     |
| 4     | MED   | Jorge Casanova      |     |
| 16    | MED   | Vladimir Hernández  | 46' |
| 18    | MED   | Alexander Jaramillo |     |
| 10    | MED   | Giovanni Hernández  |     |
| 27    | MED   | Luis Carlos Ruiz    |     |
| 24    | DEL   | Martín Arzuaga      | 48' |
| D. T. | D. T. | Diego Edison Umaña  |     |

| 4  | DEF | Hugo Soto            | 59' |
| 7  | DEL | Ariel Carreño        | 79' |
| 16 | DEL | Óscar Darío Martínez | 88' |

| 25 | DEL | Víctor Cortés | 46' |
| 70 | DEL | Carlos Bacca  | 48' |

|  | 12' | Renzo Sheput | 1:0 |

|  | 30'   | Cano      |
|  | 47'   | Castro    |
|  | 51'   | Rivas     |
|  | 65'   | Palacios  |
|  | 90+1' | Canchilla |

|  | 78' | Cortés |

| Árbitro             | Imer Machado      |
| Árbitros asistentes | Guillermo Bermeo  |
| Árbitros asistentes | Luz Mila González |
| Emergente           | Albert Duarte     |
| Observador árbitros | Pablo Montoya     |

| 22    | POR   | Nelson Ramos     |     |
| 2     | DEF   | Edwin Rivas      |     |
| 13    | DEF   | John Alex Cano   | 79' |
| 18    | DEF   | Jhon Viáfara     |     |
| 28    | DEF   | Marco Canchila   |     |
| 5     | MED   | Dager Palacios   |     |
| 8     | MED   | Dahwling Leudo   |     |
| 11    | MED   | Sherman Cardenas |     |
| 10    | MED   | Renzo Sheput     | 88' |
| 17    | MED   | Leonardo Castro  | 59' |
| 9     | DEL   | Carlos Rentería  |     |
| D. T. | D. T. | Alexis García    |     |

| 31    | POR   | Carlos Rodríguez    |     |
| 5     | DEF   | John Valencia       |     |
| 15    | DEF   | César Fawcett       |     |
| 14    | DEF   | Hayder Palacio      |     |
| 2     | DEF   | Román Torres        |     |
| 4     | MED   | Jorge Casanova      |     |
| 16    | MED   | Vladimir Hernández  | 46' |
| 18    | MED   | Alexander Jaramillo |     |
| 10    | MED   | Giovanni Hernández  |     |
| 27    | MED   | Luis Carlos Ruiz    |     |
| 24    | DEL   | Martín Arzuaga      | 48' |
| D. T. | D. T. | Diego Edison Umaña  |     |

| 4  | DEF | Hugo Soto            | 59' |
| 7  | DEL | Ariel Carreño        | 79' |
| 16 | DEL | Óscar Darío Martínez | 88' |

| 25 | DEL | Víctor Cortés | 46' |
| 70 | DEL | Carlos Bacca  | 48' |

|  | 12' | Renzo Sheput | 1:0 |

|  | 30'   | Cano      |
|  | 47'   | Castro    |
|  | 51'   | Rivas     |
|  | 65'   | Palacios  |
|  | 90+1' | Canchilla |

|  | 78' | Cortés |

| Árbitro             | Imer Machado      |
| Árbitros asistentes | Guillermo Bermeo  |
| Árbitros asistentes | Luz Mila González |
| Emergente           | Albert Duarte     |
| Observador árbitros | Pablo Montoya     |

## Partido de vuelta
| 31    | POR   | Carlos Rodríguez   |     |
| 2     | DEF   | Román Torres       |     |
| 5     | DEF   | John Valencia      |     |
| 15    | DEF   | César Fawcett      |     |
| 14    | DEF   | Hayder Palacio     |     |
| 10    | MED   | Giovanni Hernández | 83' |
| 4     | MED   | Jorge Casanova     |     |
| 26    | MED   | Jossymar Gómez     |     |
| 70    | DEL   | Carlos Bacca       | 89' |
| 25    | DEL   | Víctor Cortés      | 84' |
| 27    | DEL   | Luis Carlos Ruiz   |     |
| D. T. | D. T. | Diego Edison Umaña |     |

| 22    | POR   | Nelson Ramos     |     |
| 2     | DEF   | Edwin Rivas      |     |
| 4     | DEF   | Hugo Soto        | 70' |
| 28    | DEF   | Marco Canchila   |     |
| 14    | DEF   | Jhon Viáfara     |     |
| 5     | MED   | Dager Palacios   |     |
| 8     | MED   | Dahwling Leudo   |     |
| 6     | MED   | Jherson Córdoba  | 77' |
| 11    | MED   | Sherman Cardenas |     |
| 17    | MED   | Leonardo Castro  |     |
| 9     | DEL   | Carlos Rentería  | 85' |
| D. T. | D. T. | Alexis García    |     |

| 16 | MED | Vladimir Hernández | 83' |
| 24 | DEL | Martin Arzuaga     | 84' |
| 6  | DEF | Braynner García    | 89' |

| 10 | MED | Renzo Sheput   | 70' |
| 13 | DEF | John Alex Cano | 77' |
| 21 | DEL | Herly Alcázar  | 85' |

|  | 11' | Carlos Bacca  | 1:0 |
|  | 17' | Víctor Cortés | 2:0 |
|  | 87' | Carlos Bacca  | 3:1 |

|  | 47' | Leonardo Castro | 2:1 |

|  | 56' | Ruiz |

|  | 43' | Soto    |
|  | 65' | Leudo   |
|  | 67' | Rivas   |
|  | 69' | Córdoba |

| Árbitro             | Wilmar Roldán          |
| Árbitros asistentes | Javier Camargo         |
| Árbitros asistentes | Rafael Rivas           |
| Emergente           | Óscar Alexis Gutiérrez |
| Observador árbitros | Otálvaro Polanco       |

| 31    | POR   | Carlos Rodríguez   |     |
| 2     | DEF   | Román Torres       |     |
| 5     | DEF   | John Valencia      |     |
| 15    | DEF   | César Fawcett      |     |
| 14    | DEF   | Hayder Palacio     |     |
| 10    | MED   | Giovanni Hernández | 83' |
| 4     | MED   | Jorge Casanova     |     |
| 26    | MED   | Jossymar Gómez     |     |
| 70    | DEL   | Carlos Bacca       | 89' |
| 25    | DEL   | Víctor Cortés      | 84' |
| 27    | DEL   | Luis Carlos Ruiz   |     |
| D. T. | D. T. | Diego Edison Umaña |     |

| 22    | POR   | Nelson Ramos     |     |
| 2     | DEF   | Edwin Rivas      |     |
| 4     | DEF   | Hugo Soto        | 70' |
| 28    | DEF   | Marco Canchila   |     |
| 14    | DEF   | Jhon Viáfara     |     |
| 5     | MED   | Dager Palacios   |     |
| 8     | MED   | Dahwling Leudo   |     |
| 6     | MED   | Jherson Córdoba  | 77' |
| 11    | MED   | Sherman Cardenas |     |
| 17    | MED   | Leonardo Castro  |     |
| 9     | DEL   | Carlos Rentería  | 85' |
| D. T. | D. T. | Alexis García    |     |

| 16 | MED | Vladimir Hernández | 83' |
| 24 | DEL | Martin Arzuaga     | 84' |
| 6  | DEF | Braynner García    | 89' |

| 10 | MED | Renzo Sheput   | 70' |
| 13 | DEF | John Alex Cano | 77' |
| 21 | DEL | Herly Alcázar  | 85' |

|  | 11' | Carlos Bacca  | 1:0 |
|  | 17' | Víctor Cortés | 2:0 |
|  | 87' | Carlos Bacca  | 3:1 |

|  | 47' | Leonardo Castro | 2:1 |

|  | 56' | Ruiz |

|  | 43' | Soto    |
|  | 65' | Leudo   |
|  | 67' | Rivas   |
|  | 69' | Córdoba |

| Árbitro             | Wilmar Roldán          |
| Árbitros asistentes | Javier Camargo         |
| Árbitros asistentes | Rafael Rivas           |
| Emergente           | Óscar Alexis Gutiérrez |
| Observador árbitros | Otálvaro Polanco       |

| Campeón Junior Sexto título |

## Curiosidades
Durante el partido de vuelta el portal Futbolred.com publicó un artículo en el cual ya consignaba el título del Junior, sin este estar definido aún.
Junior es el primer equipo colombiano que se consagra campeón tras remontar un marcador en contra desde 2002, año en que se crean los torneos cortos.